# Малая Ижмора
Малая Ижмора — село в Земетчинском районе Пензенской области России, входит в состав Большеижморского сельсовета.

## География
Расположено на берегу реки Ижмора в 18 км на восток от районного центра Земетчино, на севере примыкает к селу Большая Ижмора.

## История
Основано в середине XVII в., развивалось как и село Большая Ижмора.  С 1780 г. – село в составе Керенского уезда Пензенской губернии, с середины XIX в. – в составе Больше-Ижморской волости. В середине XIX в. насчитывалось 15 маслобоен (сырье – конопляное семя). Троицкая церковь (деревянная, построена в 1897 г.). В 1911 г. в селе было 650 дворов, церковь, земская школа, 2 мельницы с нефтяными двигателями, 14 ветряных, шерсточесалка, 7 кузниц, 7 кирпичных сараев, 9 лавок.
С 1928 года село являлось центром Малоижморского сельсовета в составе Земетчинского района Тамбовского округа Центрально-Чернозёмной области. В 1934 г. в селе было 831 двор, центральные усадьбы колхозов «Рабочий», имени Ворошилова, имени Молотова, «Трудовик», «Круповский», «Коминтерн», «Пролетарий». В 1955 г. село в составе Большеижморского сельсовета, центральная усадьба колхоза имени Молотова.
На 1 января 2004 года на территории села действовало 460 хозяйств, 838 жителей.

## Население
| 1864  | 1877  | 1897  | 1911  | 1926  | 1934  | 1959  |
| ----- | ----- | ----- | ----- | ----- | ----- | ----- |
| 2337  | ↗2733 | ↗3467 | ↗4588 | ↘4519 | ↘4055 | ↘3008 |
| 1979  | 1989  | 1996  | 2002  | 2010  |       |       |
| ↘1808 | ↘1174 | ↘1157 | ↘902  | ↘582  |       |       |